# Georgismo

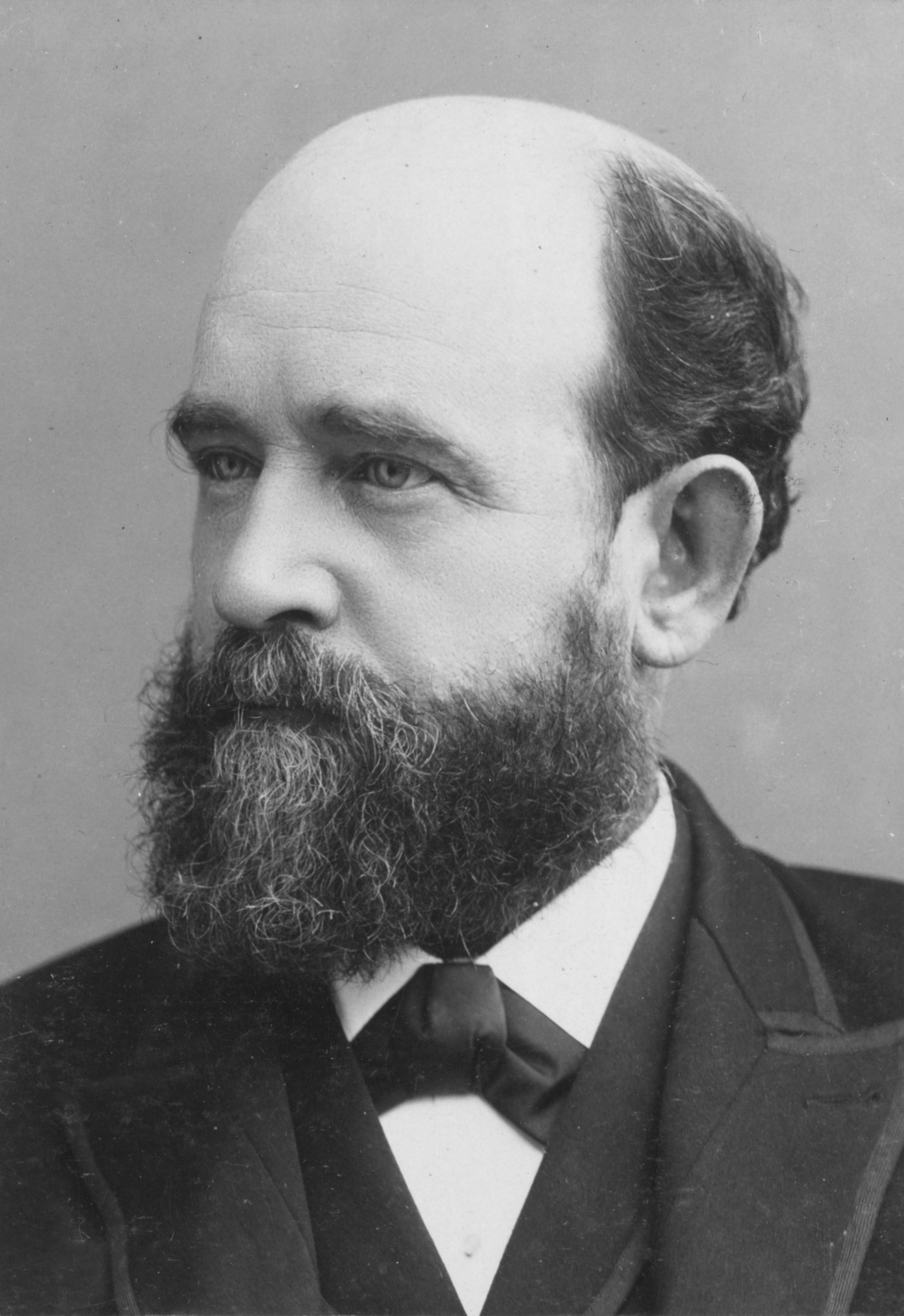
Henry George.

El georgismo —comúnmente llamado así por Henry George, su más conocido teórico— o geoísmo, a veces confundido con la geonomía (una ciencia) y conocido históricamente como el movimiento del impuesto único, es una filosofía política e ideología económica por la que los individuos son dueños de aquello que logren crear, pero todo aquello que es proporcionado por la naturaleza, sobre todo la tierra, pertenece a toda la humanidad por igual. Políticamente busca establecer un sistema que, garantizando un profundo respeto a la propiedad privada (activos y rentas), grave con un solo impuesto el uso de los bienes naturales (físicos e increados), calculado de acuerdo al valor de mercado de los bienes. Dentro del georgismo existen diferencias en torno a qué usos darle a la renta extraída, que podrían ser principalmente: a) para el presupuesto público del Estado, en sustitución a otros impuestos, o b) algún tipo de renta ciudadana para la población, donde ésta determinará su uso.
Es de notar que el georgismo propone un solo impuesto al valor del bien, y no impuestos a la productividad del bien, ya que lo considera económicamente destructivo y criminalizador de la prosperidad, y que tampoco propone canalizar todos los fondos en servicios asistenciales públicos, al menos no necesariamente, ya que considera que esto aumenta la burocracia y quita la libertad a los beneficiados de administrar tales fondos como mejor les parezca. Además este programa incluye la eliminación de todos los demás impuestos existentes. [cita requerida]

## Teoría

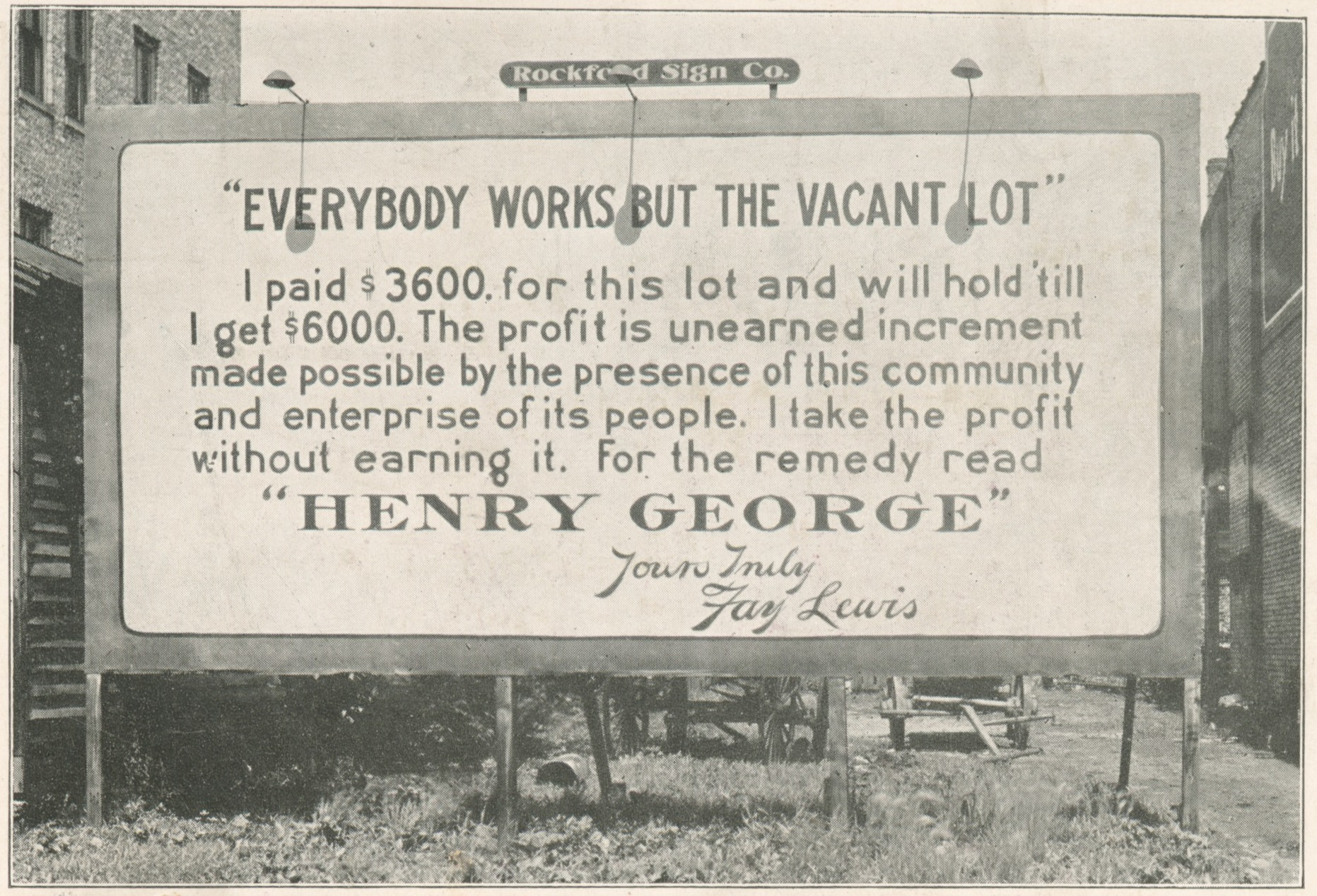
Todos trabajan menos el terreno vacío.
Pagué 3.600 dólares por este terreno y lo voy a aguantar hasta que consiga 6.000. El beneficio es un incremento no trabajado hecho posible por la presencia de esta comunidad y por los proyectos de su gente. Me llevaré el beneficio sin haberlo ganado.
Para el remedio, lea a Henry George.
Cartel de 1914 contra la Especulación inmobiliaria en Rockford (Illinois).

Los georgistas aducen que la totalidad de la renta económica (es decir, los ingresos no ganados) recogidos de la tierra, el espectro de radiodifusión, la extracción de minerales, los permisos de emisión comercializables, las cuotas de pesca, el uso de los corredores aéreos, las órbitas espaciales, etc., y beneficios extraordinarios de los monopolios naturales, deben ir a la comunidad antes que a los propietarios, y que ningún otro impuesto o regulación económica debe ser aplicada. En la práctica esto implica un alto impuesto al valor de la tierra, aunque ningún cambio en los precios de la renta de la tierra fuera de los derivados de la eliminación de otros impuestos y regulaciones por razones inicialmente explicadas por Adam Smith en La riqueza de las naciones. Con la implantación del «impuesto único», el Estado puede y debe evitar gravar cualquier otra clase de ingreso, riqueza o transacción.
Henry George se consideraba continuador del liberalismo y la tradición clásica del laissez faire de Smith, Ricardo y Mill, incluyendo predecesores en algunos puntos como Thomas Paine (notorio por Justicia agraria), Benjamin Franklin, William Penn, Herbert Spencer y los fisiócratas. Tradición que a su vez pretendía conciliar con las reivindicaciones socialistas, en especial las no centralistas:

[...]lo que he hecho en este libro [...] es unir la verdad percibida por la escuela de Smith y Ricardo, a la verdad percibida por Proudhon y Lasalle; demostrar que el laissez-faire (en su sentido auténtico y completo) abre el camino a la realización de los nobles sueños del socialismo; identificar la ley social con la ley moral, y rechazar ideas que ensombrecen las mentes de algunos para las percepciones grandes y elevadas.
Henry George, Progreso y miseria

El laissez faire, en la verdadera plenitud de su significado, flanquea el camino a la realización del noble sueño del socialismo; identificar la ley social con la ley moral y reprobar ideas que en muchos pensamientos oscurecen grandes y elevadas percepciones.
Henry George, Progreso y miseria

Las ideas georgistas sobre la propiedad privada, al igual que las de los economistas clásicos, derivaban de la tradición británica de la ley natural, especialmente de John Locke: el derecho de propiedad era un «derecho natural sagrado», innato e inalienable. Sólo que consideraban que esta interpretación de la justificación de la propiedad privada basada en el trabajo era incompleta, pues la propia tradición iusnaturalista enseñaba que la tierra y los recursos naturales habían sido entregados a toda la humanidad en común.
La teoría económica común reconoce que un impuesto sobre el valor de la tierra sería muy eficiente. Economistas modernos como el Premio Nobel de 1976 Milton Friedman estaba de acuerdo con que el impuesto sobre la tierra de Henry George es potencialmente beneficioso, porque a diferencia de otros impuestos, los impuestos sobre la tierra no imponen exceso de carga sobre la economía y, por tanto, estimulan un crecimiento económico más rápido.
La idea de la tierra como propiedad común de la humanidad ha resonado en los ambientalistas de tiempos modernos, y algunos han respaldado la idea de una reforma fiscal ecológica (ecotasas) como un reemplazo a la reglamentación de mando y control. Esto incluiría los impuestos sobre el uso de la tierra y los recursos naturales, incluidos los impuestos sustanciales o tasas por contaminación.

## Programa
El georgismo intenta que existan organismos participativos con asesoría técnica-profesional que promuevan unas directrices flexibles, que tiendan a ser federados, que tengan en cuenta la diversidad de situaciones locales, para la estructuración de las reglas de convivencia en torno a la obtención y uso de los recursos obtenidos del impuesto único, buscando siempre el máximo consenso posible entre las partes implicadas. No pretende una planificación formal, rígida e impositiva, sino el pleno ejercicio de las libertades individuales y el librecambio en igualdad de oportunidades.

## Sinónimos y variantes
La mayoría de los grupos de promoción temprana se describieron como Single Taxers (de un solo impuesto), y George hizo suya esta como una descripción exacta de la circulación principal del objetivo político de la sustitución de todos los impuestos con un impuesto al valor de la tierra. En la era moderna, hay grupos inspirados por Henry George, con más de un énfasis en la ecología o la economía monetaria.
En el mundo económicamente más complejo de hoy en día, un cambio rápido y profundo al impuesto al valor de la tierra es una idea muy difícil de promocionar políticamente por lo que el término «georgista» se ha vuelto en boga, siendo un término más general que abarca incluso a los cambios progresivos de reemplazar los impuestos injustos y económicamente destructivos sobre la actividad económica por la recuperación de la renta económica de las tierras para los fines y beneficios del público que crea valor de la tierra.[cita requerida]

### Geoísmo o georgismo
Georgismo es el nombre más popular para esta idea, convirtiéndose prácticamente en sinónimo del «impuesto único» sobre la tierra, sin embargo no es el más adecuado técnicamente ya que sería preferible el uso de un término genérico. La etiqueta «georgista» no es del todo satisfactoria, Henry George es ahora poco conocido, y el principio es anterior a él.

Hubo una escuela de economistas que percibió con claridad lo que es evidente para las percepciones naturales del hombre cuando no están influidas por la costumbre: que la renta de la propiedad común, la tierra, se ha de adjudicar al servicio de la colectividad. Los economistas franceses del último siglo, con Quesnay y Turgot al frente, propusieron exactamente lo que yo propongo: que todos los impuestos fuesen suprimidos, salvo uno sobre el valor de la tierra [...] Vieron la relación fundamental entre la tierra y el trabajo, que desde entonces se ha perdido de vista, y [...] llegaron a la verdad práctica, aunque tal vez por un razonamiento defectuosamente expresado.
Henry George

Por ello se utiliza también el término «geoísmo», con el significado de «Geo» deliberadamente ambiguo. «Compartir la tierra», «geoísmo», «geonomía» y «geolibertarismo» o «geoanarquismo». Estos términos reflejan una diferencia de énfasis, y, a veces, las diferencias reales sobre cómo la renta sobre la tierra debe ser gastada (renta ciudadana o simplemente ser un sustituto de otros impuestos), pero todos están de acuerdo en que la renta de la tierra debe recuperarse de sus beneficiarios privados.

## Georgistas y simpatizantes famosos
Existen diversas personalidades que en algún momento de su carrera han propugnado las ideas georgistas, aunque sin necesariamente declararse como tales, han sido: Herbert Spencer, León Tolstoi, Sun Yat Sen, Helen Keller, Matt Bellamy , Winston Churchill, Clarence Darrow, Albert Einstein, Silvio Gesell, Aldous Huxley, Blas Infante, Joaquín Costa, Baldomero Argente, Julio Senador Gómez, Mumia Abu-Jamal, Henry Ford, Albert Jay Nock, David Lloyd George, Mark Twain, William Morris, entre otros.

## Influencia
En la elección presidencial de Estados Unidos de 2004, el candidato Ralph Nader por el Partido Verde, mencionó a Henry George como parte de su plataforma. En Dinamarca existe el Partido de la Justicia de Dinamarca basado en los ideales georgistas, ha estado en una coalición gobernante en los 50 y una vez en el Parlamento Europeo en los 70.
En Gran Bretaña en 1909, el gobierno liberal de ese tiempo trató de poner en práctica sus ideas como parte del denominado Presupuesto del Pueblo. Críticos argumentan que esto causó una crisis constitucional que condujo indirectamente a la reforma de la Cámara de los Lores. Las ideas de George también se han tomado hasta cierto grado en Australia, Hong Kong, Singapur, Sudáfrica, Corea del Sur y Taiwán. En estos países, los gobiernos todavía extraen alguna forma de impuesto sobre el valor de la tierra, aunque con excepciones.
Hong Kong es quizás el mejor ejemplo actual de una aplicación con éxito de un alto impuesto sobre el valor de la tierra. El Gobierno de Hong Kong genera más del 35 % de sus ingresos de los impuestos sobre la tierra. Debido a esto, pueden mantener a sus otros impuestos bajos o inexistentes, y aún mantener un superávit presupuestario. Sin embargo, se señala que el Gobierno de Hong Kong mantiene un fuerte monopolio sobre la tierra con un acceso elitista que crea una escasez artificial de estas a favor de las grandes empresas, contrario a las aspiraciones igualitarias de Henry George.
Comunidades de un solo impuesto existentes:
- Arden, Delaware, fundada en 1900 por Frank Stephens y Will Price.
- Fairhope, Alabama, fundada 1894 por Fairhope Single Tax Corporation.